# 王繼香
王繼香（？—？），字子献，号止轩，一号醉颠，又号醉盦，浙江會稽縣（今浙江省紹興市）人，清朝政治人物、進士出身。
王英澜子。同治四年（1865年），鄉試中舉；光緒十五年，登進士，同年五月，改翰林院庶吉士。光緒十六年四月，散館，授翰林院編修。光緒二十四年，分省補用知府。工書法。